# Graaf Dooku

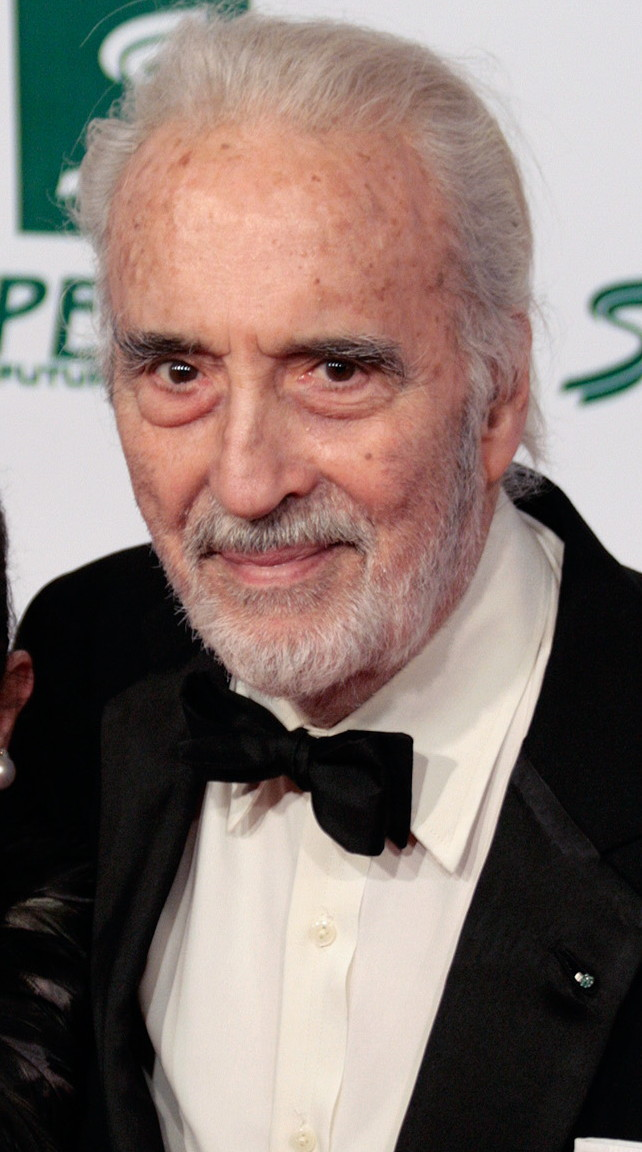
Christopher Lee

Graaf Dooku van Serenno (102-19 BBY) is een personage uit de Star Wars-saga. Hij is een voormalig Jedimeester en Sith. Zijn Darthtitel is Darth Tyranus. Als Jedimeester trainde Dooku Qui-Gon Jinn. Hij werd zelf getraind door Yoda. Zijn rol in de films wordt gespeeld door Christopher Lee.

## Biografie
Eens was Dooku een begaafde Jedi die, zoals alle Jedi van zijn tijd, als kind werd getraind door Yoda. Op de leeftijd van dertien jaar werd hij de Padawan van Thame Cerulian. Cerulian leidde Dooku op tot een krachtige Jedi, gebruik makend van de krachten die hij in zijn Padawan had ontdekt.
Later, als een Jedimeester, werd Dooku de mentor van vele Padawans, zoals Qui-Gon Jinn, als Sith trainde hij o.a. Grievous en Asajj Ventress. Gedurende de tijd dat hij lesgaf in de Jeditempel, ontwikkelde hij vele theorieën en lessen. Dooku's lessen werden echter niet door iedereen geaccepteerd.
In zijn latere jaren begon Dooku ervan overtuigd te raken dat de Uitverkorene een filosofisch aangelegd persoon met een goed inzicht zou zijn, met een sterk karakter en een enorme wilskracht en met - en misschien is dit het belangrijkste - het charisma en leiderschap om anderen te leiden. Raar genoeg kwam deze persoon volledig overeen met hemzelf; althans, dat dacht Dooku.
Dooku verliet de Jedi-orde omstreeks de Slag om Naboo, met het geloof dat de Jedi een werktuig waren geworden in handen van de senaat, en nam weer zijn familiare titel van Graaf van Serenno aan. De rampzalige Slag om Galidraan en de dood van zijn favoriete Padawan, Qui-Gon Jinn, zorgde ervoor dat hij zijn definitieve keuze maakte.
Dooku was vele jaren een Jedi geweest, en daarom werd een bronzen borstbeeld van hem geplaatst in de Jedi Archieven, samen met de rest van de Verloren Twintig, de enige Jedimeesters die er ooit voor gekozen hadden de Orde te verlaten.
Na enige tijd kwam Dooku in contact met Darth Sidious, een Sith Lord, die hem herdoopte tot Darth Tyranus en hem tot Sith maakte. Darth Tyranus is de tweede Sith-Leerling van Lord Sidious. Tyranus volgt Darth Maul op, die gedood werd door Obi-Wan Kenobi (althans, dat dacht hij, want in the Clone Wars dook hij weer op).

## Episode II: Attack of the Clones
In Episode II: Attack of the Clones is Graaf Dooku de leider van de Separatisten/Confederatie van Onafhankelijke Systemen en volgt de bevelen van Darth Sidious (die publiekelijk Kanselier Palpatine van de Republiek is) op om sterrenstelsels over te halen zich bij de Separatisten te voegen. Tijdens de Slag om Geonosis weet hij in een gevecht met Obi-Wan Kenobi en Anakin Skywalker te ontsnappen met de plannen voor de Death Star. De Sith-Lord verslaat Obi-Wan door hem te verwonden aan de arm en een been, nadat hij Skywalker met Krachtbliksems weet te ontwapenen. Maar net als Lord Tyranus Kenobi de genadeslag wil geven, is daar Skywalker weer, die zijn slag blokkeert. De twee gaan een gevecht aan in de donkere hangar, terwijl Anakin een lichtzwaard krijgt toegeworpen door zijn Meester. Met twee lichtzwaarden hervat Anakin het gevecht tegen de oude Sith, maar Darth Tyranus hakt zijn arm eraf en gooit hem als een pop met een Krachtduw naar achteren. Net als hij denkt gewonnen te hebben, is daar Meester Yoda. De twee gaan elkaar te lijf met de Kracht, alvorens Dooku inziet: "This contest can not be decided by our knowledge of the Force... but with our skills with the lightsaber." ("Deze strijd kan niet gewonnen worden door onze kennis van de Kracht ... maar met onze vaardigheden met de lichtsabel.") Dan trekt niet alleen Dooku, maar ook Yoda zijn lichtzwaard. De twee gaan een steekspel aan, maar Dooku ziet in dat hij de zwakste is. Daarom laat hij een pilaar kantelen boven de gewonde Kenobi en Skywalker. Yoda kiest voor het leven van hen, en niet voor zijn voormalige leerling. Dooku springt in zijn persoonlijke schip, de Zonnezeiler. Vervolgens reist hij af naar Coruscant om de plannen van de Death Star aan zijn Sith-Meester te geven. Ook meldt hij dat de Kloonoorlogen (The Clone Wars) begonnen zijn.

## Episode III: Revenge of the Sith
In Episode III: Revenge of the Sith gaat Dooku/Tyranus weer het gevecht aan tegen Anakin Skywalker en Obi-Wan Kenobi op the Invisible Hand, het vlaggenschip van Generaal Grievous. Generaal Grievous (die de droidlegers aanvoert in de strijd) heeft de Kanselier van de Republiek ontvoerd, die feitelijk Dooku's Meester is: Darth Sidious. Skywalker en Kenobi waren van plan de Kanselier te redden, maar Dooku stond in de weg. Dooku rekent makkelijk af met Kenobi. Met een Krachtduw komt hij tegen de wand aan en is meteen bewusteloos. Anakin is nu woest en weet de oude Sith-leerling te ontwapenen. Met zowel zijn eigen lichtzwaard als dat van Dooku, maakt hij een kruis voor het hoofd van Darth Tyranus. Hij verliest zijn beide handen en Anakin onthoofdt hem vervolgens. Darth Tyranus is niet meer. Anakin Skywalker zal niet veel later worden gedoopt tot Darth Vader. Lord Vader zal de derde en laatste Sith-Leerling worden van Darth Sidious/Palpatine, die zichzelf zal uitroepen tot Keizer van het Galactische Keizerrijk.

## Clone Wars
Tijdens de Clone Wars (die zich afspelen tussen Episode II en III) was Graaf Dooku een van de grote leiders van de Confederatie van Onafhankelijke Systemen. Hij trainde de jonge vrouw Asajj Ventress. Ondertussen trainde hij Generaal Grievous in de lichtzwaardkunst met 4 zwaarden. Dooku vocht in vele Clone Wars gebeurtenissen zoals de zoektocht naar Jabba's zoon. Hij kwam ook een keer in een gevangenis terecht. Piraten onder leiding van Hondo Ohnoka wilden een prijs vragen aan de Republiek. Maar uiteindelijk werden ook Kenobi en Skywalker gevangengenomen. Omdat het niet anders kon en ze tot elkaar veroordeeld waren, ontsnapten Dooku, Kenobi en Skywalker gezamenlijk uit het piratenhol. Toen de drie eindelijk vrij waren, ontsnapte de Graaf.
Dooku heeft zich als Darth Tyranus te houden aan de regel van de Sith, namelijk de Rule of Two. Er zijn altijd twee Sith, een Meester en een leerling. Darth Bane was hiermee begonnen en tot aan Dooku's tijd en verder werd deze regel gehandhaafd. Dooku was de Sith Leerling van Darth Sidious en zijn Meester tolereerde het trainen van Dooku's pupil Asajj Ventress. Maar omdat Ventress steeds sterker werd in de Duistere Kant van de Kracht vond Sidious haar gevaarlijk worden. De Sith Meester nam contact op met Tyranus en commandeerde zijn Leerling om Ventress om te brengen. Tyranus protesteerde, maar gaf al snel toe aan de bevelen van Sidious. Hij dacht Ventress te hebben gedood door een eigen separatistencruiser te vernietigen en Sidious was tevreden. Maar Ventress had helaas kunnen ontsnappen en zette een Zabrak met de naam Savage Opress in om zich te wreken op Dooku's verraad. Eerst liet Ventress Opress de nieuwe leerling worden van Dooku. Toen de tijd rijp was, ging Ventress samen met Opress het duel aan met Graaf Dooku. Maar Dooku was niet voor niets een Sith en hij versloeg de twee Krachtgebruikers met gemak. Ventress en Opress ontsnapten echter wel aan Darth Tyranus.
Dooku kwam erachter dat Mother Talzin van de Nightsisters achter het werk van Asajj Ventress zat. Zijn reactie was een vergelding. Dooku liet Generaal Grievous en de Droids het karwei opknappen. De planeet Dathomir van de Nightsisters werd aangevallen door heel veel Droids. De heksen van Dathomir hadden geen schijn van kans. Op Mother Talzin na werden alle Nightsisters uitgeroeid. Graaf Dooku had een grote zege en zijn wraak werd bewerkstelligd.